# Баррьер, Жан-Франсуа
Жан-Франсуа Баррьер (фр. Jean-François Barrière; 12 мая 1786, Париж — 22 августа 1868) — французский историк, автор «Tableaux de genre et d’histoire» (1828) и «La cour et la ville sous Louis XIV, XV et XVI» (1829) и ряда других исторических исследований.

## Биография
Жан-Франсуа Баррьер служил на протяжении восемнадцати лет в префектуре столицы Франции и поднялся по служебной лестнице до начальника отдела, однако после революции 1848 года его отстранили от должности, и он вынужден был уйти в отставку.
Как историк, он много писал о французской революции, в частности, его перу принадлежит подробная биография мадам Роланд. В 1827 году он также отредактировал и издал труды Оноре де Бальзака.